# II liga polska w piłce nożnej (1989/1990)
II liga 1989/1990 – 42. edycja rozgrywek drugiego poziomu ligowego piłki nożnej mężczyzn w Polsce. Wzięło w nich udział 20 drużyn, grając systemem kołowym. Sezon ligowy rozpoczął się w lipcu 1989, ostatnie mecze rozegrano w czerwcu 1990. Była to pierwsza edycja II ligi po reformie rozgrywek, po której ponownie utworzono jedną grupę tego poziomu rozgrywkowego.

## Drużyny
| Uczestnicy poprzedniej edycji                                                                                 | Uczestnicy poprzedniej edycji | Uczestnicy poprzedniej edycji | Uczestnicy poprzedniej edycji |
| --- | ----------------------------- | ----------------------------- | ----------------------------- |
| grupa I |                               |                               |                               |
| GWA | Gwardia Warszawa              | 3                             |                               |
| ZAG | Zagłębie Wałbrzych            | 4                             |                               |
| PBT | Polonia Bytom                 | 5                             |                               |
| MJO | Moto Jelcz Oława              | 6                             |                               |
| grupa I (po barażach)                                                                                         |                               |                               |                               |
| ODR | Odra Wodzisław Śląski         | 8                             |                               |
| STI | Stilon Gorzów Wielkopolski    | 9                             |                               |
| BAŁ | Bałtyk Gdynia                 | 10                            |                               |
| grupa II |                               |                               |                               |
| HUT | Hutnik Kraków                 | 3                             |                               |
| SSW | Stal Stalowa Wola             | 4                             |                               |
| STR | Stal Rzeszów                  | 5                             |                               |
| IGL | Igloopol Dębica               | 6                             |                               |
| grupa II (po barażach)                                                                                        |                               |                               |                               |
| RES | Resovia                       | 7                             |                               |
| LGD | Lechia Gdańsk                 | 10                            |                               |
| Spadek z I ligi 1989/1990                                                                                     |                               |                               |                               |
| bezpośrednio                                                                                                  |                               |                               |                               |
| GWB | Górnik Wałbrzych              | 15                            |                               |
| SZO | Szombierki Bytom              | 16                            |                               |
| po barażach                                                                                                   |                               |                               |                               |
| POG | Pogoń Szczecin                | 13                            |                               |
| JAS | GKS Jastrzębie                | 14                            |                               |
| Awans z III ligi 1989/1990                                                                                    |                               |                               |                               |
| grupa I (po barażach)                                                                                         |                               |                               |                               |
| STS | Stal Stocznia Szczecin        | 1                             |                               |
| grupa V (po barażach)                                                                                         |                               |                               |                               |
| MIE | Miedź Legnica                 | 1                             |                               |
| grupa VII (po barażach)                                                                                       |                               |                               |                               |
| SIA | Siarka Tarnobrzeg             | 1                             |                               |
| Oznaczenia: - kolumna pierwsza – skróty nazw drużyn, - kolumna trzecia – miejsce zajęte w poprzednim sezonie. |                               |                               |                               |

Objaśnienia:
1. Stal Stocznia Szczecin wycofała się z rozgrywek po 25. kolejce.

## Rozgrywki
Uczestnicy rozegrali po 38 kolejek ligowych (razem 380 spotkań) w dwóch rundach: jesiennej i wiosennej. Mistrzowie i wicemistrzowie uzyskali awans do I ligi, zaś do III ligi spadły drużyny z miejsc 17–20 (ostatecznie, w związku z wycofaniem się z rozgrywek Stali Stoczni Szczecin, na trzeci poziom ligowy spadły tylko zespoły z miejsc 17–19).

### Tabela
| Lp. | Drużyna                     | M  | Z  | +1  | R  | P  | –1  | Bramki | Bramki | Różn. | Pkt | Uwagi              |
| --- | --------------------------- | -- | -- | --- | -- | -- | --- | ------ | ------ | ----- | --- | ------------------ |
| 1   | Hutnik Kraków (M) (A)       | 38 | 18 | (4) | 17 | 3  | (0) | 50     | 18     | +32   | 57  | Awans do I ligi    |
| 2   | Igloopol Dębica (A)         | 38 | 18 | (5) | 14 | 6  | (0) | 60     | 33     | +27   | 55  | Awans do I ligi    |
| 3   | Stal Stalowa Wola           | 38 | 17 | (2) | 15 | 6  | (0) | 43     | 20     | +23   | 51  |                    |
| 4   | Polonia Bytom               | 38 | 15 | (1) | 17 | 6  | (0) | 37     | 20     | +17   | 48  |                    |
| 5   | Zagłębie Wałbrzych          | 38 | 17 | (1) | 11 | 10 | (0) | 38     | 24     | +14   | 46  |                    |
| 6   | Gwardia Warszawa            | 38 | 13 | (3) | 16 | 9  | (1) | 44     | 34     | +10   | 44  |                    |
| 7   | Stal Rzeszów                | 38 | 15 | (2) | 13 | 10 | (1) | 37     | 31     | +6    | 44  |                    |
| 8   | Górnik Wałbrzych            | 38 | 13 | (1) | 16 | 9  | (0) | 35     | 30     | +5    | 43  |                    |
| 9   | Stilon Gorzów Wielkopolski  | 38 | 14 | (2) | 13 | 11 | (1) | 38     | 33     | +5    | 42  |                    |
| 10  | Odra Wodzisław Śląski       | 38 | 13 | (2) | 12 | 13 | (1) | 45     | 41     | +4    | 39  |                    |
| 11  | Lechia Gdańsk               | 38 | 11 | (1) | 15 | 12 | (1) | 36     | 36     | 0     | 37  |                    |
| 12  | Siarka Tarnobrzeg           | 38 | 15 | (0) | 8  | 15 | (3) | 35     | 41     | −6    | 35  |                    |
| 13  | Szombierki Bytom            | 38 | 12 | (3) | 10 | 16 | (3) | 42     | 42     | 0     | 34  |                    |
| 14  | Miedź Legnica               | 38 | 11 | (1) | 12 | 15 | (1) | 34     | 36     | −2    | 34  |                    |
| 15  | Pogoń Szczecin              | 38 | 11 | (1) | 14 | 13 | (3) | 36     | 40     | −4    | 34  |                    |
| 16  | Resovia                     | 38 | 13 | (0) | 9  | 16 | (2) | 30     | 32     | −2    | 33  |                    |
| 17  | GKS Jastrzębie (S)          | 38 | 10 | (1) | 12 | 16 | (2) | 29     | 42     | −13   | 31  | Spadek do III ligi |
| 18  | Moto Jelcz Oława (S)        | 38 | 7  | (0) | 18 | 13 | (5) | 22     | 39     | −17   | 27  | Spadek do III ligi |
| 19  | Bałtyk Gdynia (S)           | 38 | 6  | (1) | 12 | 20 | (3) | 30     | 55     | −25   | 22  | Spadek do III ligi |
| 20  | Stal Stocznia Szczecin1 (S) | 38 | 1  | (0) | 6  | 31 | (4) | 7      | 81     | −74   | 4   | Drużyna wycofana   |

## Strzelcy
| Gole | Strzelcy             | Drużyna                    |
| ---- | -------------------- | -------------------------- |
| 13   | Piotr Rajkiewicz     | Gwardia Warszawa           |
| 12   | Andrzej Sermak       | Hutnik Kraków              |
| 12   | Mirosław Waligóra    | Hutnik Kraków              |
| 12   | Mariusz Rop          | Resovia Rzeszów            |
| 12   | Zenon Burzawa        | Stilon Gorzów Wielkopolski |
| 11   | Krzysztof Popczyński | Hutnik Kraków              |
| 11   | Jerzy Podbrożny      | Igloopol Dębica            |
| 11   | Wojciech Choroba     | Polonia Bytom              |
| 11   | Michał Gębura        | Siarka Tarnobrzeg          |
| 10   | Grzegorz Szeliga     | Gwardia Warszawa           |

Na podstawie źródła: 